# خانه هدایت اخوان
خانه آقای هدایت اخوان در شهرستان فومن، شهرک تاریخی ماسوله واقع شده و این اثر در تاریخ ۲۵ اسفند ۱۳۸۰ با شمارهٔ ثبت ۵۳۸۵ به‌عنوان یکی از آثار ملی ایران به ثبت رسیده است.